# 100 î.Hr.
100 î.Hr. (C î.Hr.) a fost un an obișnuit al calendarului roman.

## Nașteri
- 13 iulie: Caius Iulius Caesar, general și om de stat roman (d. 44 î.Hr.)

## Decese
- dată necunoscută: Salvius  (n. ?)